# Maidie Norman
Pour les articles homonymes, voir Norman.
Maidie Ruth Gamble — née le 16 octobre 1912 à Villa Rica (Géorgie), morte le 2 mai 1998 à San José (Californie) — est une actrice américaine, connue comme Maidie Norman (du nom de son premier mari).

## Biographie
Au cinéma, Maidie Norman contribue à vingt-sept films américains, les deux premiers sortis en 1947. Mentionnons La Madone gitane de Charles Walters (1953, avec Joan Crawford et Michael Wilding), Écrit sur du vent de Douglas Sirk (1956, avec Rock Hudson et Lauren Bacall), Qu'est-il arrivé à Baby Jane ? de Robert Aldrich (1962, avec Joan Crawford et Bette Davis) et Les Naufragés du 747 de Jerry Jameson (1977, avec Jack Lemmon et Lee Grant).
Son dernier film est Halloween 3 : Le Sang du sorcier de Tommy Lee Wallace (avec Tom Atkins et Stacey Nelkin), sorti en 1982.
À la télévision, elle apparaît dans soixante-cinq séries entre 1950 et 1988, dont Alfred Hitchcock présente (un épisode, 1960), Mannix (trois épisodes, 1970-1971), Sergent Anderson (trois épisodes, 1975-1977) et Simon et Simon (un épisode), sa dernière série en 1988, après quoi elle se retire.
S'ajoutent onze téléfilms de 1955 à 1988, dont Another Part of the Forest de Daniel Mann (1972, avec Barry Sullivan et Dorothy McGuire).

## Filmographie partielle

### Cinéma
- 1949 : L'Homme au chewing-gum (Manhandled) de Lewis R. Foster : Christine, la servante des Bennet
- 1951 : Le Puits (The Well) de Leo C. Popkin et Russell Rouse : Mme Crawford
- 1953 : Un galop du diable (Money from Home) de George Marshall : Mattie, la servante de Phyllis
- 1953 : La Madone gitane (Torch Song) de Charles Walters : Anne
- 1954 : Suzanne découche (Susan Slept Here) de Frank Tashlin : Georgette, la servante de Mark
- 1954 : La Tour des ambitieux (Executive Suite) de Robert Wise : la gouvernante
- 1954 : L'Éternel féminin (Forever Female) d'Irving Rapper : Emma, la servante de Béatrice
- 1954 : Romance sans lendemain (About Mrs. Leslie) de Daniel Mann : Camilla
- 1955 : L'Homme au fusil (Man with the Gun) de Richard Wilson : Sarah, la servante de Nelly
- 1956 : The Opposite Sex de David Miller : Violet
- 1956 : Écrit sur du vent (Written on the Wind) de Douglas Sirk : Bertha
- 1962 : Qu'est-il arrivé à Baby Jane ? (What Ever Happened to Baby Jane?) de Robert Aldrich : Elvira Stitt
- 1963 : Quatre du Texas (Four for Texas) de Robert Aldrich : la servante de Burden
- 1976 : Une étoile est née (A Star Is Born) de Frank Pierson : la juge de paix
- 1977 : Les Naufragés du 747 (Airport '77) de Jerry Jameson : Dorothy
- 1978 : Folie Folie (Movie Movie) de Stanley Donen : Gussie
- 1982 : Halloween 3 : Le Sang du sorcier (Halloween 3: Season of the Witch) de Tommy Lee Wallace : Agnes, l'infirmière

### Télévision
Séries
- 1960 : Alfred Hitchcock présente
  - Saison 6, épisode 1 Le Manteau (Mrs. Bixby and the Colonel's Coat) d'Alfred Hitchcock : Eloise
- 1962 : Perry Mason, première série
  - Saison 5, épisode 21 The Case of the Mystified Miner de Francis D. Lyon : la servante
- 1964 : La Quatrième Dimension (The Twilight Zone)
  - Saison 5, épisode 25 Les Masques (The Masks) d'Ida Lupino : la servante
- 1964 : Adèle (Hazel)
  - Saison 3, épisode 30 Campaign Manager de William D. Russell : une dame
- 1965 : Le Jeune Docteur Kildare (Dr. Kildare)
  - Saison 4, épisode 20 A Marriage of Convenience d'Herschel Daugherty : Mme Johnson
- 1965 : Les Aventuriers du Far West (Death Valley Days)
  - Saison 14, épisode 7 No Place for a Lady : Martha
- 1965 : Des agents très spéciaux (The Man from U.N.C.L.E.)
  - Saison 2, épisode 15 Envoûtement (The Very Important Zombie Affair) : « Mama Lou »
- 1968 : Daktari
  - Saison 4, épisode 5 Adam et Jenny (Adam and Jenny) de Paul Landres : Mwanda
- 1969 : Les Bannis (The Outcasts)
  - Saison unique, épisode 24 Donnez-moi demain (Give Me Tomorrow) de Paul Landres : Esther
- 1967-1970 : L'Homme de fer (Ironside)
  - Saison 1, épisode 5 Les Deux Frères (Let My Brother Go, 1967) de Don Weis : Natalie Masterson
  - Saison 3, épisode 17 Le Paradis qu'il faut quitter (Eden Is the Place We Leave, 1970) de Daniel Petrie : la mère de Shaw
- 1970 : Sur la piste du crime (The F.B.I.)
  - Saison 6, épisode 7 The Innocents de Gene Nelson : une aide-soignante
- 1970-1971 : Mannix
  - Saison 4, épisode 8 Entre deux mondes (The World Between, 1970) de Paul Krasny : la tante Frances
  - Saison 5, épisode 8 Piège de verre (The Glass Trap, 1971 - Helen Frank) de Reza Badiyi et épisode 9 Le Choix du diable (A Choice of Evils, 1971 - Mme Frost) de Paul Krasny
- 1971-1976 : Docteur Marcus Welby (Marcus Welby, M.D.)
  - Saison 3, épisode 14 Of Magic Shadow Shapes (1971) de Leo Penn : la femme de ménage
  - Saison 5, épisode 17 Each Day a Miracle (1974) de Leo Penn : Willie
  - Saison 7, épisode 19 The Highest Mountain (1976) de Russ Mayberry : Mme Clements
- 1972-1973 : Auto-patrouille (Adam-12)
  - Saison 4, épisode 18 The Adoption (1972) de Christian Nyby : Mary Handlin
  - Saison 6, épisode 9 Capture (1973) : Ethel May
- 1973 : Love Story
  - Saison unique, épisode 11 A Glow of Dying Embers : la mère
- 1974 : Cannon
  - Saison 3, épisode 25 Le Triangle maudit (Triangle of Terror) de George McCowan : « Mama Sally »
- 1974 : Les Rues de San Francisco (The Streets of San Francisco)
  - Saison 3, épisode 7 Le Fils de Jacob (Jacob's Boy) : Mme Anderson
- 1975 : Dossiers brûlants (Kolchak: The Night Stalker)
  - Saison unique, épisode 12 Prénom R.I.N.G. (Mr. R.I.N.G.) de Gene Levitt : la libraire
- 1975 : Kung Fu
  - Saison 3, épisode 21 Jeux barbares, 1re partie (Barbary House) de Marc Daniels : la mère d'Omar
- 1975-1977 : Sergent Anderson (Police Woman)
  - Saison 2, épisode 13 Top modèles (The Hit, 1975) de David Moessinger : l'infirmière
  - Saison 3, épisode 1 Le Registre (The Trick Book, 1976) de Barry Shear : Celia Jackson
  - Saison 4, épisode 5 Piège pour auto-stoppeuse (Screams, 1977) de David Moessinger : rôle non spécifié
- 1976 : Police Story
  - Saison 3, épisode 17 50 Cents-First Half Hour, $1.75 All Day : Mme Wilkins
- 1976 : Baretta
  - Saison 3, épisode 11 Can't Win for Losin’ de Robert Douglas : Mme Rich
- 1977 : La Petite Maison dans la prairie (Little House on the Prairie)
  - Saison 3, épisode 18 La Sagesse de Salomon (The Widom of Salomon) de William F. Claxton : Mme Henry
- 1979 : L'Incroyable Hulk (The Incredible Hulk)
  - Saison 2, épisode 13 Comme un frère (Like a Brother) de Reza Badiyi : Mme Dennison
- 1979 : Barnaby Jones
  - Saison 8, épisode 6 Girl on the Road : Rose
- 1982 : Cagney et Lacey (Cagney & Lacey)
  - Saison 2, épisode 6 Internal Affairs d'Alexander Singer : l'employée d'ascenseur
- 1983 : Hôtel (Hotel)
  - Saison 1, épisode 7 Confrontations : Carrie Garland
- 1985 : Matt Houston
  - Saison 3, épisode 21 Hallucinations (Death Watch) : Ethel
- 1988 : Simon et Simon (Simon & Simon)
  - Saison 7, épisode 13 Abigail et le Craque (Little Boy Dead) de Vincent McEveety : Bessie Copland

Téléfilms
- 1972 : Say Goodbye, Maggie Cole de Jud Taylor : l'infirmière Ferguson
- 1972 : Another Part of the Forest de Daniel Mann : Coralee
- 1973 : A Dream for Christmas de Ralph Senensky : Jennie Daley
- 1974 : The Sty of the Blind Pig d'Ivan Dixon : Weedy Warren
- 1983 : Secrets of a Mother and Daughter de Gabrielle Beaumont : Neddy
- 1988 : Side by Side de Jack Bender : Eunice